# Porticus
Porticus eller søjlehal, i Grækenland også kaldet stoa, er et søjlebåret indgangsparti foran hovedindgangen til en bygning, som er inspireret af de gamle græske templer. Den enkleste form består af to søjler der bærer et stump trekantet gavlfelt. Gavlfeltet kan være med og uden udsmykning, og ses ofte udsmykket med relieffer af forskellige græske guder og gudinder.
- Wikimedia Commons har flere filer relateret til Porticus

| Arkitektur | Spire Denne arkitekturartikel er en spire som bør udbygges. Du er velkommen til at hjælpe Wikipedia ved at udvide den. |